# Maurizio Bonetti
Maurizio Bonetti (Gromo, 9 dicembre 1976) è un ex fondista di corsa in montagna italiano.

## Biografia
Nel 1994 e nel 1995 ha partecipato a due edizioni consecutive dei Mondiali di corsa in montagna; in entrambe le occasioni ha partecipato alla gara juniores, piazzandosi in settima posizione nel 1994 e vincendo la medaglia d'oro nel 1995. Nel 1994 ha inoltre anche vinto la medaglia d'argento a squadre, mentre nel 1995 ha vinto la medaglia d'oro a squadre.

## Palmarès
| Anno | Manifestazione                | Sede          | Evento         | Risultato | Prestazione | Note |
| ---- | ----------------------------- | ------------- | -------------- | --------- | ----------- | ---- |
| 1994 | Mondiali di corsa in montagna | Berchtesgaden | Corsa juniores | 7º        | 37'51"      |      |
| 1994 | Mondiali di corsa in montagna | Berchtesgaden | A squadre      | Argento   | 31 p.       |      |
| 1995 | Mondiali di corsa in montagna | Edimburgo     | Corsa juniores | Oro       | 33'21"      |      |
| 1995 | Mondiali di corsa in montagna | Edimburgo     | A squadre      | Oro       | 10 p.       |      |

## Campionati nazionali
2004
- 16º ai campionati italiani di corsa in montagna[1]

2006
- 23º ai campionati italiani di corsa in montagna

2007
- Bronzo ai campionati italiani di corsa in montagna a staffetta - 1h31'41"[2] (in squadra con Davide Chicco e Maurizio Lanfranchi)

2008
- 5º ai campionati italiani a staffetta di corsa in montagna[3]

## Altre competizioni internazionali
2005
- 9º al Gran Prix Lago del Segrino ( Eupilio) - 15'18"[4]

2006
- 4º al Trofeo Vanoni ( Morbegno)[5]
- 23º alla Edolo-Monno-Mortirolo ( Edolo), 14,5 km - 1h16'39"[6]
- Bronzo al Trofeo Coster Te ( Malonno) - 1h37'01" (in squadra con Zanaboni e Lanfranchi)[7]

2007
- Bronzo al Trofeo Vanoni ( Morbegno), staffetta - 1h31'41"[2] (in squadra con Davide Chicco e Maurizio Lanfranchi)
- Argento alla Ortles-Cevedale[8]
- 12º al Trofeo Marmitte dei Giganti ( Chiavenna) - 30'02"[9]

2009
- Bronzo all'Orobie Skyraid - 3h46'13" (in squadra con Santus e Lazzarini)[10]

2010
- 21º all'Orobie Skyraid - 3h46'13" (in squadra con Ghidini e Tomasoni)[11]

- 28º alla Millegradini ( Bergamo) - 15'53"[12] (in squadra con Beniamino Lubrini)